# Beihania hyatti
Beihania hyatti är en fjärilsart som beskrevs av Edward P. Wiltshire 1967. Beihania hyatti ingår i släktet Beihania och familjen nattflyn. Inga underarter finns listade i Catalogue of Life.